# 안마 (체조)

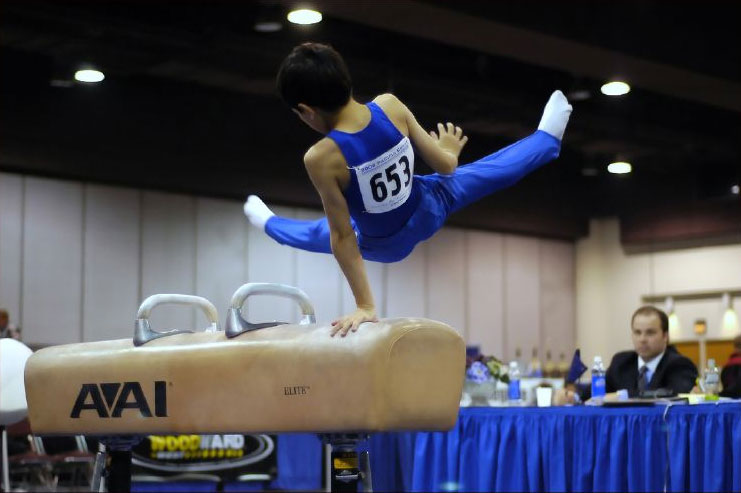
안마 경기 중인 선수

안마(鞍馬)는 말 모양의 대 위에서 팔로 온 몸을 지탱하며 두 다리를 회전하여 교차하여 연기를 하는 남자 기계 체조다. 기계 체조 종목 중에서 가장 오랜 역사를 가지고 있는 운동이다. 안마는 남자 종목으로만 실시하고 있다.
말의 등 모양을 한 틀 위에 박아 놓은 두 개의 손잡이를 잡고 연기하는 남자 체조경기 종목이다. 버티기·흔들기·엇걸기·휘돌리기 동작 등을 통하여 한 팔로 버티는 힘, 두 다리로 원을 그리는 동작 등이 평점된다.